# Ürbachwasser
Pour les articles homonymes, voir Urbach.
L'Ürbachwasser, appelé également Urbachwasser ou Urbach, est une rivière de montagne de l'Oberland bernois, en Suisse.

## Géographie
L'Ürbachwasser a une longueur de 10 km. Avec son affluent le plus long, le Gummenbach, sa longueur est d'environ 19 km. Il se trouve entièrement sur le territoire de la commune d'Innertkirchen.
Il prend sa source dans le Mattenalpsee, dans lequel se jette le Gummenbach. Le dernier tronçon du Gummenbach prend d'ailleurs parfois déjà le nom d'Ürbachwasser. En quittant le Mattenalpsee, il part vers le nord-ouest. Il est rejoint par de nombreux ruisseux de montagne, puis par le Toberger et le Wyssenbach à l'endroit où la vallée s'élargit, à l'ouest du Gallouwisteck. Il se dirige ensuite vers le nord avant de se jeter dans l'Aar à Innertkirchen,.